# Jim Clyburn
James Enos „Jim“ Clyburn, (Sumter County (South Carolina), 21 juli 1940) is een Amerikaanse politicus van de Democratische partij. 
Door zijn steunverklaring kort voor Super Tuesday 2020 aan presidentskandidaat Joe Biden transformeerde diens presidentiele verkiezingscampagne, hetgeen leidde tot het winnen van de voorverkiezing in South Carolina, het veroveren van de Democratische nominatie en het uiteindelijke winnen van de race om het presidentschap 2021-2025.
Sinds 1993 is hij voor het zesde Congresdistrict lid van het Huis van Afgevaardigden van South Carolina. Sinds 2019 is hij de meerderheidsleider   voor zijn partij in het federale Huis van Afgevaardigden in Washington D.C..

## Afkomst en opleiding
James Clyburn is een verre verwant van het voormalige Congreslid George W. Murray (1853–1926). 
In 1957 studeerde hij af aan de Mather Academy in Camden (South Carolina). Aansluitend studeerde hij tot 1961 aan de University of South Carolina in Orangeburg (South Carolina).

## Loopbaan
Aanvankelijk was Clyburn ambtelijk werkzaam als docent, beleidsadviseur en arbeids (arbeidsmiddelaar). 
In de jaren 1965 tot en met 1966 werkte hij voor de dienst South Carolina State Employment Security Commission. Daarna was hij tot 1968 als directeur van een gemeentelijk jeugdzorginstituut van de stad Charleston (South Carolina). Tussen 1968 en 1971 werkte hij het staatsinstituut  South Carolina State Commission for Farm Workers. Vervolgens maakte hij van 1971 tot 1974 deel uit van de Staf van de toenmalige Democratische gouverneur John C. West van Zuid-Carolina.
Tijdens de federale Congresverkiezingen van 1992 werd Jim Clyburn als kandidaat van de Democratische partij voor het zesde Congresdistrict van de staat Zuid-Carolina in het Huis van Afgevaardigden in Washington, D.C. verkozen, waarna hij op 3 januari 1993 met zijn nieuwe mandaat aantrad.

### Politieke carrière
Daarna werd hij bij alle volgende verkiezingen, met inbegrip van die van het jaar 2018, steeds herkozen en is zijn mandaat nog van kracht.
Zijn jongste mandaat als volksvertegenwoordiger liep op 3 januari 2021 af. Gedurende het langdurig uitoefenen van zijn rol van volksvertegenwoordiger was hij vele malen lid van tal van commissies en voorbereidende overleg-gremia. Tussen 2007 en 2011 vervulde hij de rol van meerderheidsleider in het Huis. Als zodanig was hij na Nancy Pelosi en Steny Hoyer de "nummer drie" van de Democraten in het 111e Congres. In 2005 werd hij tot House Assistant Democratic Leader gekozen. In de jaren 2006 en 2007 was hij ook Voorzitter van de House Democratic Conference.
Clyburn speelde een sleutelrol in de presidentsverkiezing van 2020 door presidentskandidaat Joe Biden drie dagen voor de voorverkiezing in Zuid Carolina uitdrukkelijk te steunen. Clyburn's steunverklaring kwam op een moment dat Biden's campagne haperde na drie teleurstellende uitslagen in de staten Iowa, Nevada en New Hampshire. De winst in Zuid Carolina enkele dagen vóór Super Tuesday transformeerde zijn campagne onmiddellijk; het momentum leidde leidde hem vervolgens naar het het veroveren van de Democratische nominatie en later naar het presidentschap..

## Privé
Clyburn was sinds 1961 getrouwd met de bibliothecaresse en burgerrechtenactiviste Emily Clyburn, die in 2019 stierf. Beiden hadden elkaar leren kennen in 1958 in de gevangenis, toen zij waren gearresteerd wegens deelname aan een burgerrechtendemonstratie.